# Zambezi
Zambezi er en af Afrikas længste floder og ligger i det sydlige Afrika.
Kilderne ligger på Lundatærsklen i Zambia ved grænsen til den Demokratiske Republik Congo og Angola. Floden strækker sig over i alt 2.736 km. Dens afvandingsområde er 1,33 millioner km².
Floden flyder gennem Zambia, Angola og Mozambique, hvor den munder i et 880 km² stort delta i det Indiske Ocean. Floden danner også landegrænsen mellem Zambia og Zimbabwe samt Zambia og Namibia.
Store dæmninger skaffer energi til vandkraftværkerne Kariba og Cabora Bassa som endda leverer elektricitet til Sydafrika.
På dens nedre løb er Zambezi farbar fra Tete.
11°22′13″S 24°18′30″Ø / 11.3702°S 24.3083°Ø